# Valery Leontiev
Pour les articles homonymes, voir Leontiev.
 (février 2010).
Si vous disposez d'ouvrages ou d'articles de référence ou si vous connaissez des sites web de qualité traitant du thème abordé ici, merci de compléter l'article en donnant les références utiles à sa vérifiabilité et en les liant à la section « Notes et références ».
Valery Yakovlevitch Leontiev (en russe: Валерий Яковлевич Леонтьев), né le 19 mars 1949 à Oust-Oussa, république des Komis, RSFSR, Union soviétique) est un chanteur pop russe, dont la popularité atteint un sommet au début des années 1980.
Au cours d'une carrière de plusieurs décennies, il a enregistré plus de trente albums et en a vendu des millions d'exemplaires. C'est toujours aujourd'hui une personnalité du « show business » russe et de l'ancien espace soviétique.

## Carrière
Il a été nommé artiste du peuple de la fédération de Russie en 1996. Il est connu comme l'un des artistes russes les plus éminents[réf. nécessaire]. Avant de devenir un chanteur célèbre, il a connu une enfance difficile, en conflit perpétuel avec ses parents. Son rêve était de poursuivre une carrière dans l'océanographie, malheureusement, son caractère ne lui a pas permis d'embrasser cette carrière, ayant omis de passer les examens d'entrée et de se faire accepter dans un collège. Toutefois, il ne se découragea pas et fut finalement en mesure d'aller à Syktyvkar pour poursuivre une carrière de chanteur. En 1972, il gagne le concours musical régional Pesnia-72, où il se présente avec la chanson Le Carnaval dans le Nord (Карнавал на Севере). Il est envoyé ensuite à Moscou suivre une formation musicale auprès de Gueorgui Vinogradov.
Avant même de le savoir, il était devenu membre de l'Orchestre philharmonique républicain Echo. Il se produisit alors dans des points de repère historiques, tels que la salle de concert Octobre à Saint-Pétersbourg. Puis il rejoint l'Orchestre philharmonique de Gorki et sa carrière commença à décoller. Comme le public reconnut son style et ses chansons, Il devint enfin une star en Russie. À partir de là, il se mit à voyager à travers tout le pays, ainsi qu'en Europe et dans le monde. En 1987, il est diplômé de l'Institut de la Culture et reçoit également le titre d'artiste émérite d'Ukraine. Il reprend pour son album de 2003 Une vie d'amour de Charles Aznavour, interprétée en français.
Il remporte de nombreux prix de musique à travers le monde. Non seulement ce chanteur populaire est apprécié par son chant et ses concerts, mais aussi par ses nombreux spectacles avec effets de scène.